# سیارک ۱۲۵۶۷
سیارک ۱۲۵۶۷ (به انگلیسی: 12567 Herreweghe، نامگذاری:1998SU71) دوازده هزار و پانصد و شصت و هفتمین سیارک کشف شده‌است که در ۲۱ سپتامبر ۱۹۹۸ کشف شد.
قدر مطلق سیارک برابر ۳۵.۴ است.